# Chevêchette des Rocheuses
Glaucidium californicum
Espèce
Répartition géographique
Statut de conservation UICN

 LC  : Préoccupation mineure
Statut CITES
La Chevêchette des Rocheuses (Glaucidium californicum) est une espèce d'oiseaux de la famille des Strigidae.

## Taxinomie
Elle fut jadis considérée comme faisant partie de la même espèce que la Chevêchette naine (G. gnoma), cette dernière possédant en revanche un cri à deux notes.

## Habitat
Il niche notamment les sapins de Douglas, les thuyas de Lobb, pruches de l'Ouest et aulnes rouges.

## Sous-espèces
D'après la classification de référence (version 14.1, 2024) de l'Union internationale des ornithologues, la Chevêchette des Rocheuses possède 4 sous-espèces (ordre philogénique) :
- Glaucidium californicum grinnelli Ridgway, 1914 — flanc nord des Rocheuses ;
- Glaucidium californicum swarthi Grinnell, 1913 — île de Vancouver ;
- Glaucidium californicum californicum Sclater, PL, 1857 — flanc ouest des Rocheuses ;
- Glaucidium californicum pinicola Nelson, 1910 — flanc est des Rocheuses.